# Bejt Uzi'el
Bejt Uzi'el (hebrejsky בֵּית עוּזִיאֵל, v oficiálním přepisu do angličtiny Bet Uzzi'el, přepisováno též Beit Uzi'el) je vesnice typu mošav v Izraeli, v Centrálním distriktu, v Oblastní radě Gezer.

## Geografie
Leží v nadmořské výšce 131 metrů na pomezí hustě osídlené a zemědělsky intenzivně využívané pobřežní nížiny a regionu Šefela, na jihovýchodním okraji aglomerace Tel Avivu.
Obec se nachází 22 kilometrů od břehu Středozemního moře, cca 25 kilometrů jihovýchodně od centra Tel Avivu a cca 32 kilometrů severozápadně od historického jádra Jeruzalému. Bejt Uzi'el obývají Židé, přičemž osídlení v tomto regionu je etnicky převážně židovské.
Bejt Uzi'el je na dopravní síť napojen pomocí dálnice číslo 44.

## Dějiny
Bejt Uzi'el byl založen v roce 1956. Pojmenován je podle vrchního sefardského rabína Izraele Ben Cijona Me'ir Chaj Uzi'ela (1880–1953). Zakladateli vesnice byla skupina Židů původem z Maroka. Obyvatelstvo je v současnosti složeno ze sekulárních i nábožensky orientovaných rodin. Místní ekonomika je založena na zemědělství (zejména pěstování vinné révy, zeleniny a ovoce).

## Demografie
Podle údajů z roku 2014 tvořili naprostou většinu obyvatel v Bejt Uzi'el Židé (včetně statistické kategorie "ostatní", která zahrnuje nearabské obyvatele židovského původu ale bez formální příslušnosti k židovskému náboženství).
Jde o menší obec vesnického typu s dlouhodobě rostoucí populací. K 31. prosinci 2014 zde žilo 574 lidí. Během roku 2014 populace stoupla o 3,6 %.
| Rok            | 1961 | 1972 | 1983 | 1995 | 2001 | 2003 | 2004 | 2005 | 2006 | 2007 | 2008 | 2009 | 2010 | 2011 | 2012 | 2013 | 2014 |
| -------------- | ---- | ---- | ---- | ---- | ---- | ---- | ---- | ---- | ---- | ---- | ---- | ---- | ---- | ---- | ---- | ---- | ---- |
| Počet obyvatel | 339  | 326  | 296  | 361  | 427  | 461  | 484  | 513  | 503  | 529  | 547  | 544  | 556  | 553  | 541  | 554  | 574  |